# Bruckmann
Bruckmann ist ein Familienname.

## Namensträger
- Alexander Bruckmann (1806–1852), deutscher Maler
- Alfred Bruckmann (1892–1964), deutscher Verleger
- August Eduard Bruckmann (1810–1884), deutscher Architekt, Ingenieur und Geologe
- Claus Bruckmann (* 1962), österreichischer Journalist und Kabarettist
- Dietrich Bruckmann (1896–1967), deutscher Unternehmer
- Elsa Bruckmann (1865–1946), deutsche Salonnière und Gönnerin von Adolf Hitler
- Florian Bruckmann (* 1974), deutscher römisch-katholischer Theologe
- Franz Bruckmann (1879–1950), deutscher Filmverleiher und Kinounternehmer
- Franz Ernst Bruckmann (1697–1753), deutscher Arzt, siehe Franz Ernst Brückmann
- Friedrich Bruckmann (1814–1898), deutscher Verleger
- Georg Peter Bruckmann (1778–1850), deutscher Silberwarenfabrikant
- Gerhart Bruckmann (1932–2024), österreichischer Wissenschaftler, Autor und Politiker
- Hanna Bruckmann (1870–1900), deutsche Theaterschauspielerin und Sängerin (Sopran), siehe Hanna Borchers
- Hans Bruckmann (1881–1962), österreichischer Wissenschaftler, Autor und Politiker
- Hansmartin Bruckmann (1931–2014), Stadtplaner und Kommunalpolitiker (SPD)
- Johann August Bruckmann (1776–1835), deutscher Architekt, Geologe und Baubeamter
- Johann Clemens Bruckmann (1768–1835), deutscher Politiker, Bürgermeister von Heilbronn
- Josef Bruckmann (1890–1948), deutscher Boxsport-Vereinsgründer
- Hans Bruckmann (1881–1962), deutscher General, Militärattaché
- Hans-Günter Bruckmann (1946–2023), deutscher Politiker (SPD)
- Hugo Bruckmann (1863–1941), deutscher Verleger
- Kai Bruckmann (* 1970), deutscher Fußballspieler
- Klaus Bruckmann (* 1953), deutscher Fußballspieler
- Kyle Bruckmann (* 1971), US-amerikanischer Jazzmusiker und Komponist
- Peter Bruckmann der Jüngere (Wolfgang August Peter Bruckmann, 1818–1901), deutscher Silberwarenfabrikant
- Peter Bruckmann (Bildhauer) (1850–1925), deutscher Bildhauer
- Peter Bruckmann (1865–1937), deutscher Gold- und Silberwarenfabrikant
- Willi Bruckmann (1934–2014), deutscher Hockeyspieler

## Unternehmen
- Silberwarenfabrik Peter Bruckmann & Söhne, deutscher Besteckhersteller
- Bruckmann Verlag, deutscher Verlag